# 楊家将 (北方謙三)
『楊家将』（ようかしょう）は、2000年（平成12年）1月1日から2001年（平成13年）までの1年3ヶ月に亘って『日本農業新聞』（PHP研究所刊）に連載された北方謙三の歴史小説である。第38回吉川英治文学賞受賞作品である。

## 概要
『楊家将演義』を題材にしているが、ほぼ北方のオリジナル小説となっている。『楊家将演義』は、インターネット上などではともかく、日本語の書籍として出版されたのはこの北方版が初めてである。
北方の執筆する『水滸伝』『楊令伝』『岳飛伝』とは同一の世界観を持っており、各作品に登場する楊姓の登場人物（楊志、楊令）はいずれも血縁その他で本作の楊家軍と関わりがある。

## あらすじ
宋建国から間もない頃、宋は北方の遊牧民族王朝・遼と燕雲十六州を巡る領土争いを繰り広げていた。宋には楊業の率いる楊家将が、そして遼には白き狼と呼ばれる名将・耶律休哥があり、激闘を繰り広げる。楊家の人々は一方で、楊家を妬む宋内部の奸臣たちとも戦うのであった。

## 登場人物

### 楊家
楊業
楊家の家長で楊家軍を率いる。楊令公とも呼ばれる。
楊延平
楊業の長男。母親は呂氏で、延輝以外の弟には異母兄にあたる。
楊二郎延定
楊業の次男。
楊三郎延輝
楊業の三男。母親は呂氏で、延平の同母弟である。
楊四郎延朗
楊業の四男。
楊五郎延徳
楊業の五男。兄弟の中では剣術の腕が最も高い。『血涙』では陳家谷の戦いの後、片腕を失うほどの重傷を負ったが、五台山の僧侶の一行に助けられてそのまま入山し、出家する。
楊六郎延昭
楊業の六男。母は佘賽花で、2人の同母妹がいる。『血涙』では楊業亡き後、生き残った七郎延嗣と共に壊滅した楊家軍を再興する。『水滸伝』に登場する楊志は楊延昭の子孫とされている。
楊七郎延嗣
楊業の七男。
八娘燐花
楊業の上の娘で、六郎延昭の同母妹。
九妹瑛花
楊業の下の娘で、六郎延昭の同母妹。『血涙』では楊家軍の将校として加わる。
呂氏
楊業の最初の妻で、延平、三郎延輝の母。
佘賽花
呂氏亡き後の楊業の妻で、六郎延昭、八娘、九妹の母。

### 楊家家臣
王貴
幼い頃から楊業と共に育った側近。機知に富んだ人物で、楊業を支えた。『血涙』では楊業の死後、楊家を離れて山中で庵を構え隠棲していたが、のちに楊家軍に復帰する。
柴敢
楊家軍の将校で六郎延昭配下の将校。
袁良
楊家軍の将校で四郎延朗の副官。
田旭
四郎延朗率いる部隊の大隊長。
陳成清
四郎延朗率いる部隊の大隊長。
方礼
四郎延朗率いる部隊の大隊長。四郎の配下の中で唯一生き残るが、記憶を失った四郎によって斬り殺されてしまう。

### 北漢
劉鈞
北漢皇帝。
郭有儀
廷臣。
宋斉丘
楊家に対して好意的な廷臣。
丁貴
廷臣。

### 宋
趙光義
宋の2代皇帝。太祖趙匡胤の弟。
八王
太祖趙匡胤の息子。
七王

曹彬
宋建国の功臣の一人で禁軍を率いる。
呼延賛
太行山を本拠地に独立勢力を保っていたが、宋に帰順した将軍。北漢に仕えていた頃の楊業とも戦ったことがある。同じ外様の将軍である楊業に共感し、親交を結ぶ。『水滸伝』に登場する呼延灼の先祖にあたる。
潘仁美
宋生え抜きの将軍。外様の将軍である楊業を快く思っておらず、また文官が軍事に口を出すことに対して不満を募らせている。
潘章
潘仁美の息子。都育ちのため、驕慢な性格で楊家の人々を田舎者と見下している。
高懐徳
潘仁美に次ぐ宋生え抜きの将軍。
高懐亮
高懐徳の弟で兄同様、宋生え抜きの将軍。
趙普
宋建国の功臣の一人。宰相。
寇準
若い文官だが、有能な官吏である。楊家の人々に好意的で何かと便宜を図っていた。『血涙』では枢密院勤務を歴任し、宰相まで登りつめた。
黒山
黒山出身の間者の頭領。太宗の命令で諜報任務に従事する。

### 遼
蕭太后
皇太后。聖宗の祖母にあたる。本名を蕭希姫と言い、穆宗の皇后であった。夫・穆宗の夢を実現して「遼を強く豊かな国」にするため、何度も宋に戦をしかけ、河北、中原の奪取を目論んでいた。2歳で即位した幼い皇帝に代わって遼を治めた女傑である。
瓊峨姫
蕭太后の娘。幼い頃より武芸を好み、実力も並みの兵士を打ち負かすほどである。
王欽招吉
蕭太后の側近。学識の才覚をもって穆宗に仕え、穆宗亡き後、蕭太后の側近となった。軍監の任務に就いていたが、のちに志願して宋に潜入する。王欽の名で七王に取り入り、宋の情報を遼へ流し、間者として行動していたが露見し、捕らえられて五郎延徳の手で首を打たれた。
聖宗
遼皇帝。本名を耶律隆緒。
耶律奚低
遼全軍を率いる大将。
耶律休哥
遼の将軍。生まれつき全身の毛が白いので白き狼と呼ばれる。若い頃は禁軍の将校だったが、蕭太后の勘気を被り、懲罰的に辺境の軍営に追放され、調練の指揮をとっていた。耶律奚低に2千の軽騎兵を率いる将校として外征軍に加わって欲しいと頼まれ参戦し、遂城の戦いにて楊業率いる楊家軍と交戦する。以後、部隊の装束を赤一色で統一した騎兵隊「赤騎兵」を率い、激闘を繰り広げる。
麻哩阿吉
耶律休哥の副官。
耶律沙
耶律奚低の副官。
耶律斜軫
耶律沙に次ぐ将軍。若い頃は禁軍で耶律休哥と競い合っていた。『血涙』では耶律奚低の戦死後、禁軍総帥の地位を継ぎ、禁軍を率いた。
耶律学古

耶律高

耶律尚
遼皇族に近い血筋の将軍。
郭興
禁軍の中で最古参の将軍。
韓匡嗣
燕王。蕭太后の命で10万の兵をもって遂城攻撃の総大将に任じられるが、空城の計があると耶律奚低が止めるのを聞かずに攻撃を強行し、大敗する。蕭太后の怒りを買い死刑宣告され、周囲の諌めによって死は免れたものの、燕王の地位を剥奪され庶民に落とされた。

## 血涙 新楊家将
前作から2年。陳家谷の戦いで楊業は戦死し、楊家軍は壊滅状態だった。生き残った楊六郎延昭、七郎延嗣は、父・楊業を見殺しにした宋に不信感を抱きつつ、妹たちと共に楊家軍の再編成を図る。そして、六郎延昭は母・佘賽花から父の遺品吹毛剣（のちに『水滸伝』で楊志が、『楊令伝』で楊令が所有することになり、楊家のシンボルとなる）を譲り受け、戦場に立つのであった。
一方、記憶を失った楊四郎延朗は、石幻果という名を得て、遼で耶律休哥のもと、軍人として新たな生活を送っていた。やがて、四郎延朗は、かつて自分たちを冷遇した祖国と遼、また血を分けた兄弟と今では父と同等に尊敬する耶律休哥、どちらを選択するべきかの選択を迫られるのだった……。

## 漫画版
PHP研究所の漫画雑誌『月刊コミック大河』Vol.1（創刊号、『歴史街道』2010年3月増刊号、2010年1月25日発売）から、長沢克泰作画による漫画版が連載された。同誌の休刊により中断している。

## 書籍情報
- 楊家将（上）　PHP研究所 2003年 ISBN 978-4-569-63290-2
- 楊家将（下）　PHP研究所 2003年 ISBN 978-4-569-63291-9
- 血涙-新楊家将（上）　PHP研究所 2006年 ISBN 978-4569658131
- 血涙-新楊家将（下）　PHP研究所 2006年 ISBN 978-4569658148
- 漫画版
  1. 楊家将 PHPコミックス 2010年8月 ISBN 978-4569779805
  2. 楊家将 PHPコミックス 2010年12月 ISBN 978-4569794754